# محو شدن در تو
«محو شدن در تو» (به انگلیسی: Fade into You) ترانه‌ای از گروه آلترنتیو مَزی استار و اولین قطعه از دومین آلبوم استودیویی آن‌ها با نام So Tonight That I Might See است. هوپ سندوال نویسندهٔ متن «محو شدن در تو» است و دیوید رابک آهنگساز و تهیه‌کنندهٔ آن بوده‌است.
استیو هوی از وب‌گاه آل‌میوزیک از «محو شدن در تو» به‌عنوان به‌یادماندنی‌ترین ترانهٔ مزی استار یاد کرده‌است که البته تنها تک‌آهنگ موفق آن‌ها هم محسوب می‌شود. تک‌آهنگ «محو شدن در تو» در زمان انتشارش در ایالات متحده تا ردهٔ سوم جدول «ترانه‌های مدرن راک» و ۴۴اُم بیلبورد هات ۱۰۰ صعود کرد و در بریتانیا ۴۸اُمین تک‌آهنگ پُرفروش آن کشور شد.
پیچفورک مدیا نیز در رده‌بندی «۲۰۰ ترانهٔ برتر دههٔ ۱۹۹۰ میلادی» جایگاه ۱۹اُم را به «محو شدن در تو» اختصاص داده‌است.

## فهرست ترانه‌های تک‌آهنگ
- ۱) «محو شدن در تو»
- ۲) «می‌خوام بیسکویتمو خودم آماده کنم»
- ۳) «زیر ماشین من»
- ۴) «طنین ناقوس‌ها» (نسخهٔ آکوستیک)